# Хваран

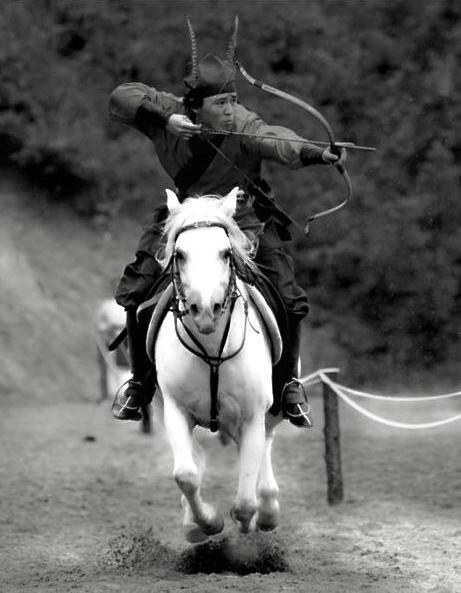
Сучасна корейська реконструкція хварана.

Хваран (кор. 화랑, 花郞, дослівний переклад — «квіткові юнаки») — соціальний інститут у стародавньому корейському королівстві Сілла. Елітні групи молоді, які займалися військовим вишколом та вивчали корейську культуру і релігію.
У сучасній історичній науці питання походження та конкретних функцій хваранів залишається дискусійним.
До кінця VII ст. більша частина Корейського півострова була об'єднана під владою королівства Сілла, яке виявилося найсильнішим з Трьох держав. Не останню роль в цьому зіграв географічний фактор — максимальна віддаленість від Китаю. Перемогу в боях з китайським військом нерідко пов'язують, в тому числі, і з особливою культурою військового виховання аристократичної молоді — хваран.
Як військово-культурно-виховна організація інститут хваранів існував з часу правління вана Чинхина Великого (540—575) до царювання королеви Чинсон (887—897). Разом із загибеллю самого королівства Сілла зник і інститут хваранів. Проте слово «Хваран» проіснувало в корейській мові до кінця XIX століття, позначаючи при цьому вихідців з «підлого стану»: чоловіків-шаманів, чоловіків шаманок чи співаків та акторів.